# Оборонне
Оборонне (до 1945 року — Камара, крим. Qamara) — віддалена частина міста Севастополя, в Балаклавському районі.
Розташована у центрі району, приблизно за 2 км на схід від Балаклави.
З 7 вересня 2023 року місцевість передана до Бахчисарайського району Автономної Республіки Крим, однак, вона досі не має статусу окремого населеного пункту.

## Історія
Перші поселення в цих місцях датуються V—VII століттям нашої ери.
Неподалік Камара знаходиться гора Аю-Кая, яку також називають Каю-Кая, на якій стояло середньовічне замкове укріплення — ісар. Камара Ісар входив до складу середньовічного феодального князівства Феодоро, столиця якого розташовувалася на Мангупі. За версіями істориків, замок Камара був побудований у V столітті і проіснував аж до XIV століття. У гори є ще одна назва — Хаос, що дісталася, можливо, від греків, які довгі століття жили в селищі біля її підніжжя.
У роки Другої світової на вершині Аю-Кая розміщувався спостережний пункт Приморської армії. Гора входила в 1-й сектор Севастопольського оборонного району. Тут були збудовані гарматні та кулеметні ДОТи і ДЗОТи, що прикривали Балаклаву і Севастополь. Обрана позиція і вибудувана оборона були настільки вдалими і правильними, що цей «укріпрайон» протримався аж до червня 1942 і впав разом із Севастополем.
2014 року після анексії Криму РФ окупаційна влада почала вважати населений пункт як село.